# 아사카나가모리역
아사카나가모리역(일본어: 安積永盛駅)은 일본 후쿠시마현 고리야마시에 있는 동일본 여객철도 · 일본화물철도의 역이다.
도호쿠 본선의 소속역으로서, 스이군선을 더한 2개 노선이 상호 운행한다. 스이군선은 이 역이 종착역이지만, 모든 열차가 도호쿠 본선의 고리야마역을 발착한다.
단선 승강장과 섬식 승강장을 합친 복합 구조의 철도 역사이다.

## 타는 곳
| 1 | ■ 스이군선    |        | 이와키이시카와 · 이와키타나쿠라 · 히타치다이고 · 미토 방면             |
| 1 | ■ 도호쿠 본선 | (하행) | 고리야마 행                                                            |
| 1 | ■ 도호쿠 본선 | (상행) | 스카가와 · 시라카와 · 구로이소 방면 (일부 열차)                        |
| 2 | ■ 도호쿠 본선 | (상행) | 스카가와 · 시라카와 · 구로이소 방면                                    |
| 2 | ■ 스이군선    |        | 이와키이시카와 · 이와키타나쿠라 · 히타치다이고 · 미토 방면 (일부 열차) |
| 3 | ■ 도호쿠 본선 | (하행) | 고리야마 · 니혼마쓰 · 후쿠시마 방면                                    |

## 화물 취급
현재, 일본화물철도의 역은 차급 화물의 임시 취급역으로 되어 있어, 화물열차의 발착은 없다. 화물 설비는 없고, 전용선도 이 역에는 접속하지 않는다.

## 이용 현황
| 연도     | 하루 평균 승차 인원 |
| 2000년도 | 1,991               |
| 2001년도 | 2,019               |
| 2002년도 | 2,029               |
| 2003년도 | 2,015               |
| 2004년도 | 1,983               |
| 2005년도 | 2,006               |
| 2006년도 | 2,036               |
| 2007년도 | 2,040               |
| 2008년도 | 2,054               |
| 2009년도 | 2,107               |
| 2010년도 | 2,085               |
| -------- | ------------------- |

## 역 주변
- 국도 제4호선
- 고리야마 시청 아사카 행정센터
- 다이토 은행
- 도호 은행
- 니혼 대학 공학부
- 니혼 대학 토호쿠 고등학교
- 태평양 시멘트 아사카나가모리 창고

## 역사
- 1909년 10월 18일 : 사사가와역(일본어: 笹川駅)으로서 개업.
- 1931년 10월 30일 : 나리타 선 사사가와 역 개업에 의해, 아사카나가모리역으로 개칭.
- 1987년 4월 1일 : 민영화에 의해, 동일본 여객철도 · 일본화물철도로 이관.

## 인접 정차역
| 도호쿠 본선              | 도호쿠 본선   | 도호쿠 본선            |
| ------------------------ | ------------- | ---------------------- |
| 스카가와 구로이소 방면   | ■ 도호쿠 본선 | 고리야마 후쿠시마 방면 |
| 스이군선                 |               |                        |
| 이와키모리야마 미토 방면 | ■ 스이군선    | 시·종착역              |